# Oko płazów

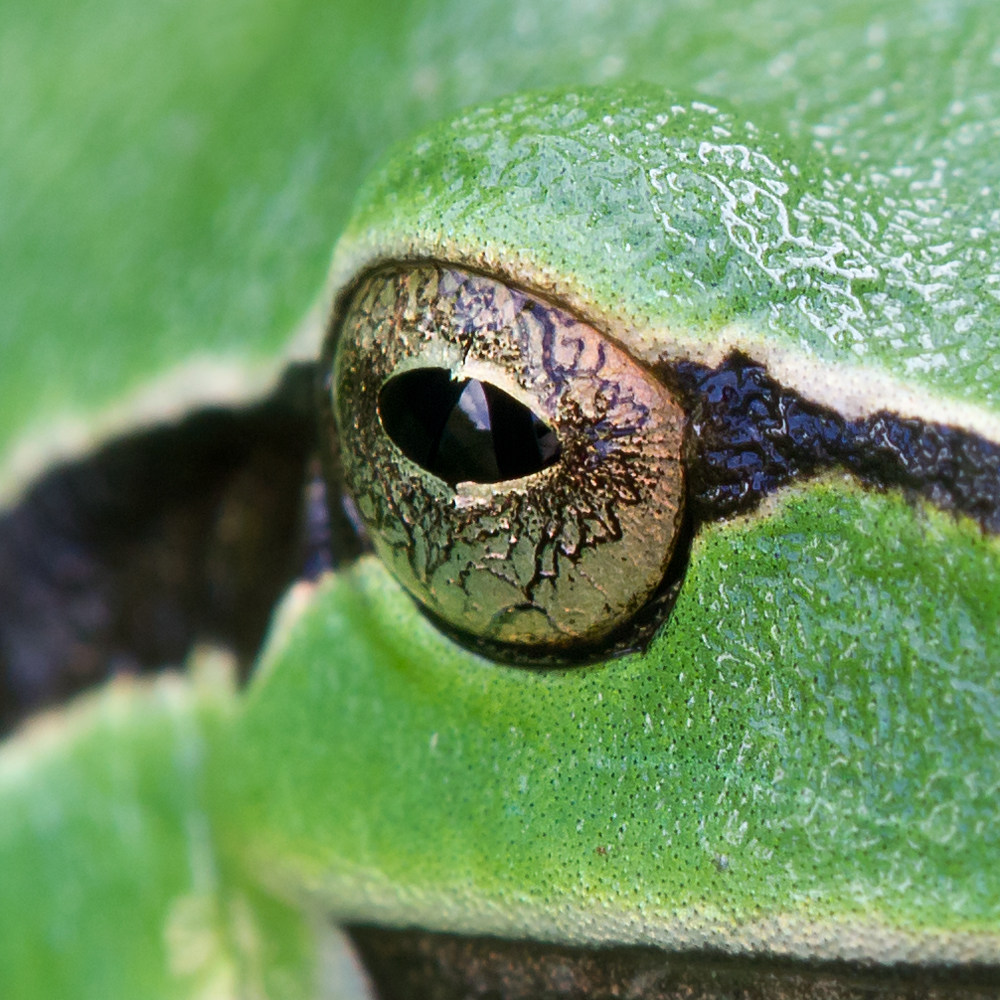
Oko rzekotki drzewnej

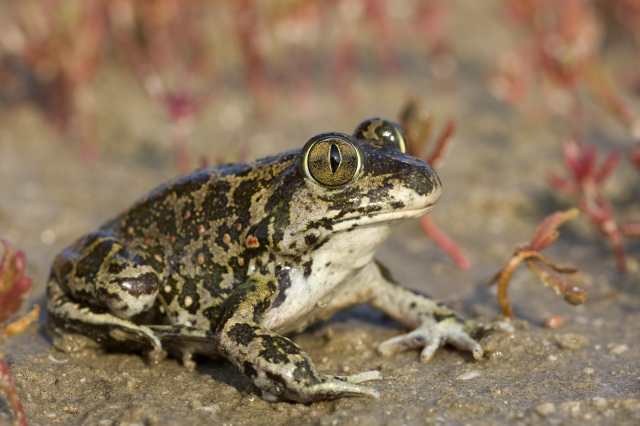
Grzebiuszka syryjska z oczami o pionowych źrenicach

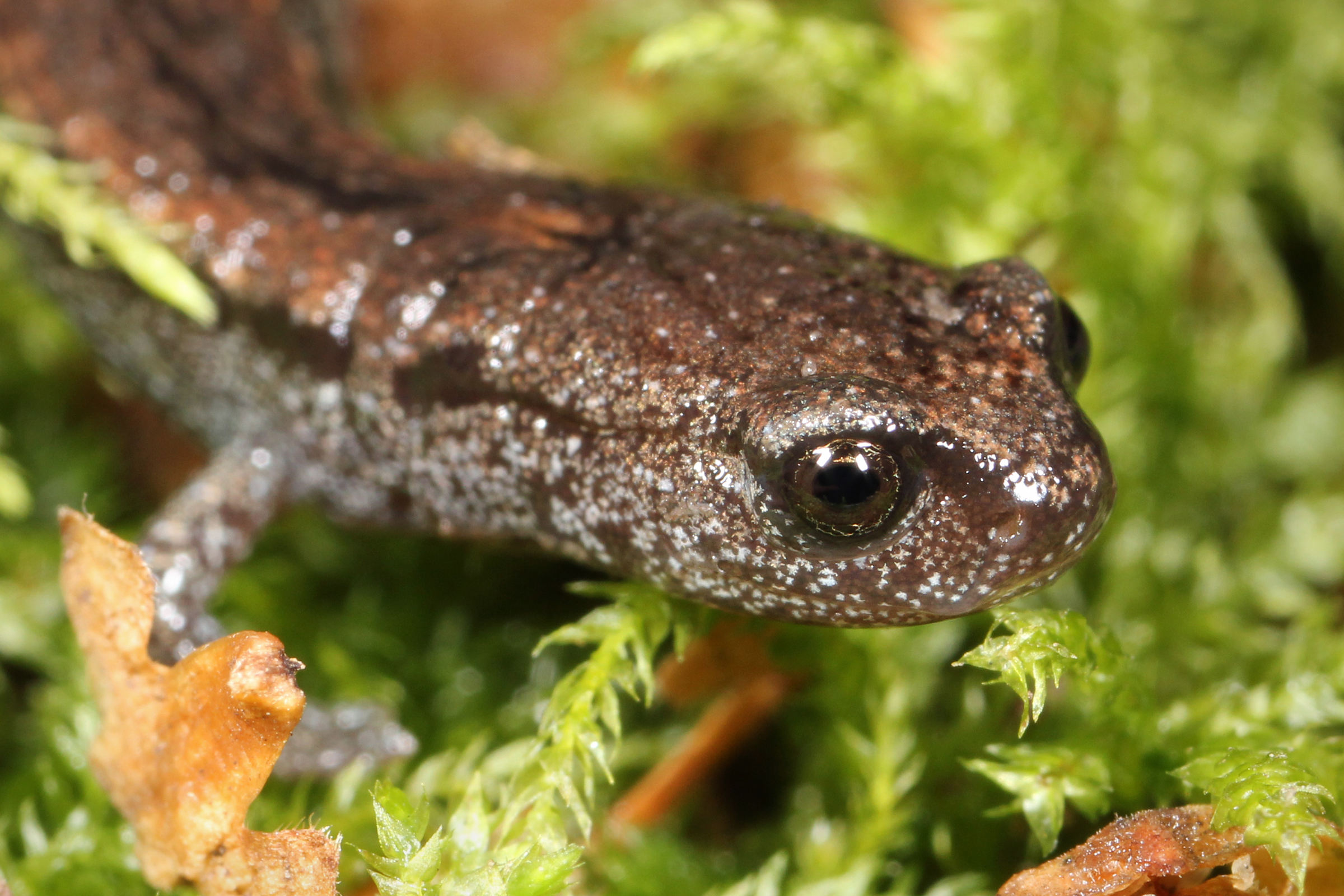
Oko Batrachoseps attenuatus

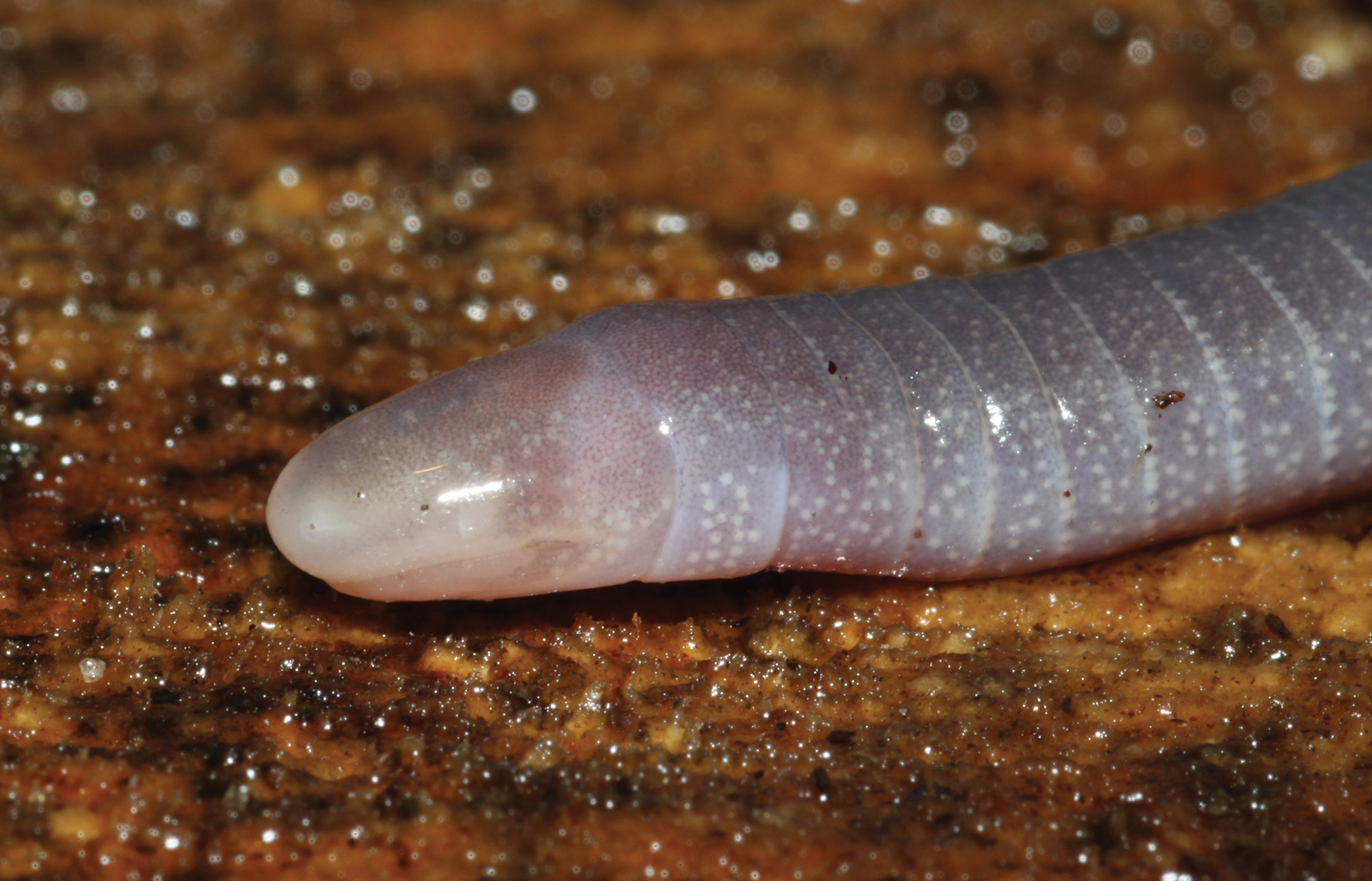
U płazów beznogich, jak Microcaecilia dermatophaga, oczy uległy znacznej redukcji

Oko płazów – narząd wzroku występujący u przedstawicieli gromady płazów (Amphibia).
Rola wzroku jest zróżnicowana u płazów. U większości przedstawicieli tej grupy zwierząt jest to jeden z najważniejszych zmysłów, jednak u płazów beznogich odgrywa znacznie mniejszą rolę.
Oko płazów znajduje się na przedniej stronie ich głowy. Często jest duże, wypukłe, zwłaszcza u płazów lądowych i nadrzewnych, na przykład w rodzinie żabowatych czy też u bezpłucnikowatych, w przeciwieństwie do niewielkich, ukrytych pod skórą, często półprzezroczystą, a nawet pod kośćmi czaszki, uwstecznionych oczu płazów beznogich. Małe oczy występują również u bezpłucnikowatych Thorius oraz u płazów jaskiniowych, takich jak odmieniec jaskiniowy. Wyłupiaste oczy zapewniają ich właścicielom szerokie pole widzenia, sięgające niekiedy kąta pełnego. Oko może chować się w głębi oczodołu, co niekiedy pomaga w połykaniu.
Oczy płazów mają kształt okrągły, a ochrania je kielich chrzęstny. Od przodu oko chroni rogówka (cornea), podczas gdy zewnętrzną warstwę tylnej części oka stanowi twardówka (sclera), zwarta i włóknista. Rogówka jest odsunięta od twardówki, co zwiększa komorę oka przednią.
W tęczówce (iris) znajduje się źrenica, której kształt ma znaczenie w taksonomii płazów. Przykładowo żabowate Rana i ropuchowate Bufo mają źrenice poziome, grzebiuszkowate Pelobates cechują się pionowymi, a kumakowate Bombina mają źrenice w kształcie serca.
Za źrenicą leży soczewka (lens), opisywana jako duża i spłaszczona u płazów bezogonowych, bardziej kulista u ogoniastych. Nie ma ona zdolności zmiany kształtu, wobec czego akomodacja przebiega poprzez zbliżanie soczewki do rogówki poprzez mięśnie. Płazy bezogonowe mają dwa takie mięśnie (musculi protractores lentis): mięsień przyciągający soczewkę brzuszny i mięsień przyciągający soczewkę grzbietowy. Płazy ogoniaste mają tylko mięsień brzuszny. Oko płazów nastawione jest na odbieranie światła z daleka, a dopiero aktywna akomodacja pozwala im dostrzegać wyraźnie bliskie przedmioty.
Za soczewką znajduje się ciało szkliste i w końcu siatkówka (retina), którą budują komórki światłoczułe, dzielące się u płazów na cztery rodzaje:
- pręciki czerwone – zawierające rodopsynę o maksimum absorpcji 502 nm, które mogą też zawierać porfiropsynę umożliwiającą im odbiór ultrafioletu, zwłaszcza w przypadku płazów wodnych, w tym kijanek, ale też dorosłych, takich jak Rana catesbeiana, u której stanowią 50% komórek światłoczułych, u płazów beznogich to jedyny rodzaj tych komórek;
- pręciki zielone – synapomorfia płazów, maksimum 432 nm, a więc wrażliwe na światło niebieskie, u Rana catesbeiana 8%, które wtórnie zanikły u beznogich;
- czopki pojedyncze – maksimum 575–580 nm, u Rana catesbeiana 18%, które nie występują u beznogich;
- czopki podwójne – maksimum 575–580 nm, zawierające także rodopsynę, u Rana catesbeiana 24%, które nie występują u beznogich.

Pręciki przerastają rozmiarami czopki. Występują też liczniej u płazów wiodących nocny tryb życia, w przeciwieństwie do bogatych w czopki oczu płazów dziennych. Większość płazów postrzega kolory z trzema (jak salamandra plamista) bądź nawet czterema barwami podstawowymi, rzadziej dwoma.
Oko niekiedy ochraniają powieki górna i dolna. Ta ostatnia, u bezogonowych ruchoma, pełni ważną rolę w zakresie ochrony i oczyszczania oka. Część powieki dolnej bezgonowych tworzy migotkę (membrana nicticans). W przeciwieństwie do niej powieka górna nie ma zazwyczaj możliwości ruchu i jest słabiej rozwinięta. Płazy ogoniaste żyjące w wodzie mogą w ogóle nie mieć powiek. Gałkę oczną i powieki nawilżają gruczoły, wśród których wymienia się gruczoł łzowy i gruczoł Hardera, często spotykany wśród bezogonowych, a rzadziej wśród ogoniastych, obserwowany w tej grupie na przykład u Salamandra. Najlepiej rozwija się on jednak u płazów beznogich, u których nawilża także czułki.
Jedną z najczęściej notowanych chorób oczu płazów bezogonowych jest keratopatia lipidowa, czyli zwyrodnienie rogówki polegające na odkładaniu się tłuszczów, na co wpływ ma pokarm bogaty w cholesterol. Stosunkowo często spotykane jest też bakteryjne ropne zapalenie gałki ocznej (panophthalmitis).